# 莱茵兰
莱茵地區（德語：Rheinland；英语：Rhineland；拉丁语：Rhenania）指德国西北部莱茵河两岸的土地；但部分民眾认为东岸文化不同，戏称该地是Schäl Sick——较为不好的对岸。莱茵地區本作地理名词，但也蕴含政治与文化意义。它曾在1822至1946年作为普鲁士的省份存在，称为莱茵省（Rheinprovinz）或莱茵普鲁士（Rheinpreußen），即今日德国的莱茵兰-普法尔茨、北萊茵-威斯特法倫两个联邦州。
第一次世界大战之后，协约国联军占领莱茵兰西部，并根据凡尔赛条约把该地非军事化；1936年，纳粹军队占领该地，开始了再武装进程。1946年，在英国和法国占领下，萊茵蘭被重新分解为莱茵兰-普法尔茨、北萊茵-威斯特法倫两州，此建制保持至今。

## 地理
該地區向西延伸至與盧森堡、比利時和荷蘭的邊界；在東側，它包括沿河的城鎮和城市以及貝吉舍斯蘭地區，直至威斯特法利亞和黑森地區。向下延伸至南部的北普法爾茨高地，除薩爾州外，該地區或多或少與該詞語的現代用法相符。
南部和東部主要是丘陵地帶，被河谷分割，主要是萊茵河中游至賓根（或很少在內卡河和科隆河匯合處之間）和阿爾、摩澤爾和納赫支流。北德平原的邊界以魯爾河下游為標誌。在南部，河流切割了萊茵蘭地塊。
該地區包括魯爾工業區西部和科隆低地。萊茵蘭的一些大城市是亞琛、波恩、科隆、杜伊斯堡、杜塞爾多夫、埃森、科布倫茨、克雷費爾德、勒沃庫森、美因茨、門興格拉德巴赫、魯爾河畔米爾海姆、奧伯豪森、雷姆沙伊德、索林根、特里爾和伍珀塔爾。
地名和當地姓氏通常可以追溯到法蘭克語的傳統。萊茵河西岸的土地深受羅馬影響，包括葡萄栽培。在核心地區，大部分人口都是天主教徒。
莱茵兰地区拥有丰厚的历史、文化积淀，其有7项景观被列入世界文化遗产：
- 1978年：亚琛的亚琛大教堂
- 1984年：布吕尔的奧古斯都堡與獵趣園
- 1986年：特里爾的古羅馬遺蹟、主教座堂和聖母教堂
- 1996年：科隆的科隆大教堂
- 2001年：埃森的关税同盟煤矿
- 2002年：宾根和科布伦茨之间莱茵河中上游河谷的文化景观
- 2005年：莱茵布罗尔和艾宁之间550公里长的上日耳曼-雷蒂安界墙（跨国）
- 2021年：巴特埃姆斯的温泉疗养地（跨国）

## 歷史

### 羅馬和法蘭克時期

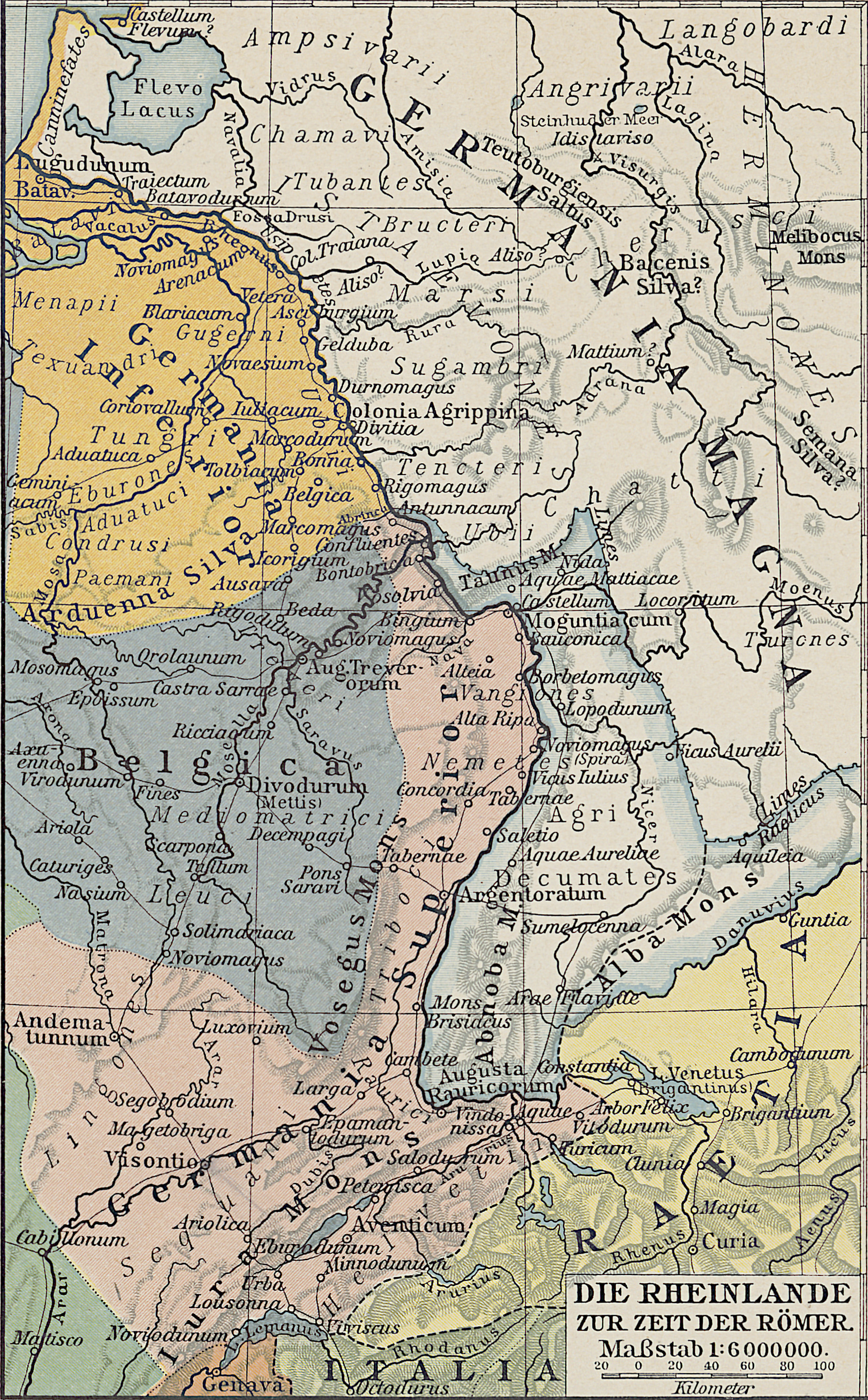
羅馬帝國時期的邊界

公元前後，尤利烏斯·凱撒征服了萊茵河西岸的凱爾特部落，奧古斯都在萊茵河上建立了許多防禦工事，但羅馬人從未成功地在東岸站穩腳跟。隨著羅馬帝國的衰落，法蘭克人沿著萊茵河兩岸推進，到5世紀末征服了所有以前受羅馬影響的土地。到8世紀，法蘭克人的統治在日耳曼尼亞西部和高盧北部牢固確立。
814年，根據凡爾登條約，加洛林帝國分裂，河以東的省份部分落入東法蘭克，而西部省份仍屬於洛泰林吉亞王國。

### 神聖羅馬帝國時期
到奧託一世皇帝時期，萊茵河兩岸已成為神聖羅馬帝國的一部分。959年萊茵河地區的領土被劃分為摩澤爾河上的上洛林公國和下洛林公國。
隨著神聖羅馬帝國皇帝中央權力的削弱，萊茵蘭分裂為眾多獨立的小公國，每個公國都有各自的變遷和特殊的編年史。舊的洛泰林吉亞已經過時，雖然下洛林地區被稱為低地國家，但洛林的名稱僅限於摩澤爾河上游地區，至今仍沿用該名稱。在1500-12年帝國改革之後，該領土成為下萊茵-威斯特伐利亞、上萊茵和萊茵行政圈的一部分，其中著名的政治實體有：
- 科隆和特里爾大主教轄區
- 貝格公國、克萊沃公國、於利希公國、馬克伯國及後來的於利希-克萊沃-貝格聯合公國
- 施蓬海姆伯國
- 亞琛自由市

### 法國佔領時期

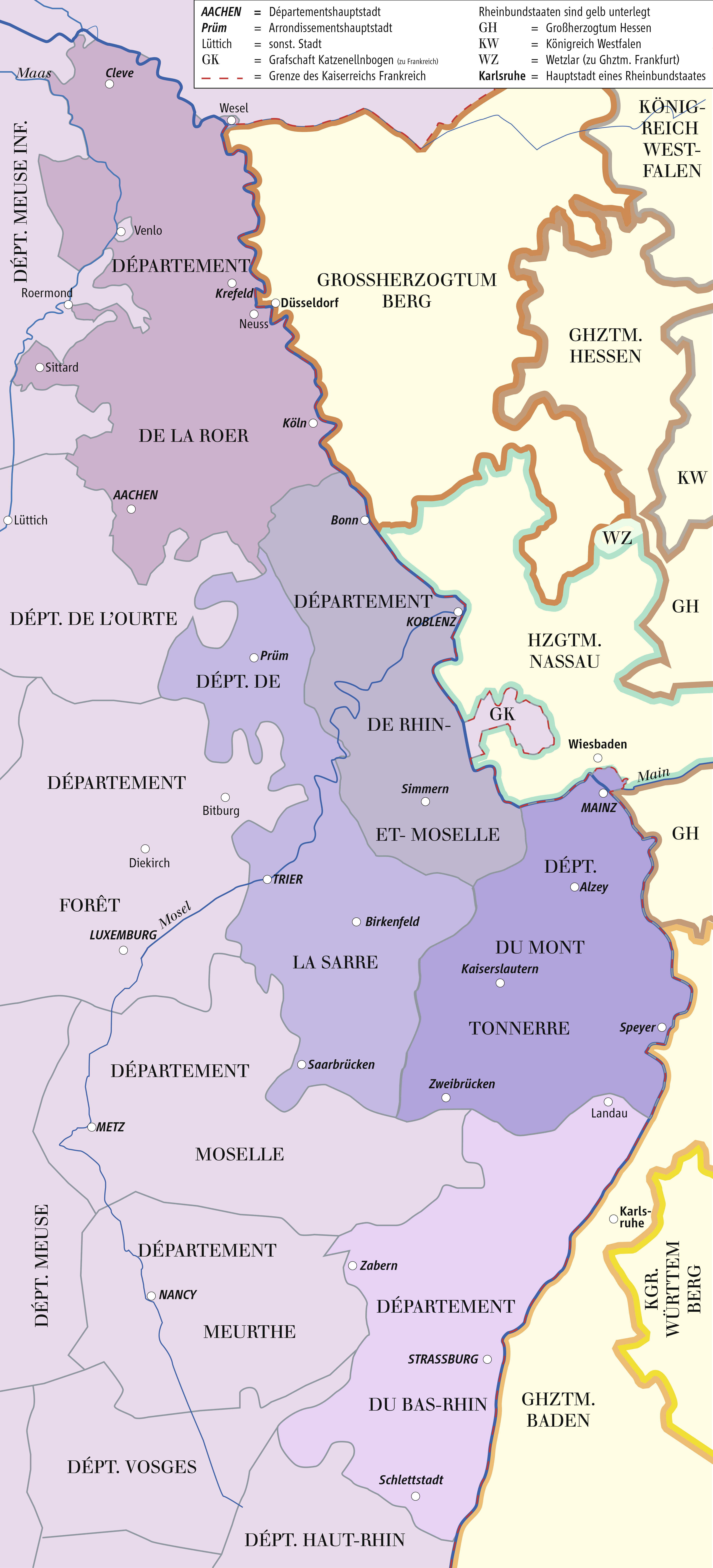
1812年的萊茵河左岸

1789年法國大革命後，法國軍隊反攻入德意志西部並佔領了大量土地。根據1795年巴塞爾和約，萊茵河左岸全部被法國占領。許多小州的人口約為160萬。1806年，萊茵地區的諸侯全部加入了拿破崙的傀儡政權萊茵邦聯。法國在1814年之前一直直接控制萊茵蘭，將其納入了法國本土。反法同盟曾多次努力奪回該地區，但法國擊退了所有嘗試。

### 普魯士時期

萊茵省在普魯士王國的位置

普魯士在1609年通過佔領於利希公國開始了在萊茵蘭的經營。1815年，拿破崙戰敗，戰後的維也納會議對法國奪取的領土進行了劃分，並將整個萊茵河下游地區劃給普魯士，普魯士允許這一地區不受干擾地保持他們在法國統治下已經習以為常的自由制度，並將其劃為了下莱茵大公國和于利希-克莱沃-贝格省。1822年，兩大部分合併，成為了萊茵省。普鲁士在1866年普奥战争后吞并拿骚和迈森海姆，在1870-1871年普法战争后吞并阿尔萨斯-洛林，同年德國統一，萊茵省隨普魯士成為了德意志帝國的一部分。在接下来的几十年里，莱茵兰成为德国最繁荣、最为工业化的地区。其下辖四个行政区：
- 科隆行政区
- 亚琛行政区
- 科布伦茨行政区
- 特里尔行政区
- 杜塞尔多夫行政区

1919年，萊茵省成為了普魯士自由邦的一部分。

### 兩次大戰之間
1920年，在法國的巨大壓力下，薩爾從萊茵省中分離出來，由國際聯盟管理，直到1935年進行公民投票，該地區才歸還給德國。同年，歐本和馬爾梅迪地區被割讓給了比利時。凡爾賽條約同時規定，將萊茵蘭分為三个占领区，盟军将在1920年正式批准该条约后的5、10和15年内陸續撤离这些占领区。
不久之後，法國完全佔領了萊茵蘭，嚴格控制了所有重要的工業區。德國人以被動抵抗和惡性通貨膨脹作為回應；法國人幾乎沒有得到他們想要的賠償。法國軍隊直到1925年才離開萊茵蘭，其他盟國於1930年撤出，以示对魏玛共和国的善意及其和政策。
然而法国人明显违反凡尔赛条约，试图将萊茵蘭与德国分离，建立莱茵共和国，成为法国的傀儡国。這種分离主义企图的主要依据是民众的反普鲁士情绪以及大多数人的天主教信仰。然而这场运动很不成功，也没有受到大多数人的欢迎。法国的占领还诞生了一个副产品「莱茵兰杂种」，即当地的德国人和外国（主要是法国，法国中主要是黑人组成的外籍军团）占领军士兵的儿子。这个人口群体在1930年代遭受了纳粹政权的骚扰、迫害和强制绝育计划。
凡尔赛条约还规定该地区完全非军事化，以保护法国、卢森堡、比利时和荷兰。因此在盟军撤离后，德国军队将无法进驻该地区。该条约还包括一项对德国人民而言可耻的条款；该条款规定，如果盟军认为德国违反了该条约，则盟军有权入侵该地区。
1936年3月7日，德國軍隊違反凡爾賽條約，進軍萊茵蘭和萊茵河沿岸的其他地區，完成萊茵蘭再軍事化。
1944年和1945年期间，莱茵兰地区进行了两次不同的战役。从1944年9月到1945年2月，美国第1集团军一直在为夺取许特根森林而战。由于地形易守难攻以及守将莫德尔的军事才能，美军在此付出了24,000的伤亡却未能将战线向前推进。
1945年初，经过长时间的停滞，西北欧的大部分盟军从荷兰陆续转移到达莱茵兰。1945年2月的第一周，在亨利将军领导下的加拿大第1集团军与英国第2军一起入侵该地区，史称「真实行动」，战役持续了数周，其最终结果是莱茵河西岸的德军全军覆没。
1945年3月7日，美国第9装甲师的一个装甲连占领了雷马根附近莱茵河上最后一座完好的桥梁。乔治·巴顿将军的美国第3集团军和英加联军一同过河，到4月，所有在西部作战的盟军都已渡过莱茵河，盟军進入萊茵蘭。戰後萊茵蘭由法國和英國分治，萨尔再次受到法国控制。

### 1946年至今
1946年，萊茵蘭被法國和英國分治，划分为北萊茵-西法倫（属英）和莱茵兰-普法尔茨（属法）。
1949年，西德建立。北萊茵-威斯特法倫和莱茵兰-普法尔茨成为西德的一部分。韋茨拉爾劃歸黑森州。1954年，萨尔州进行公民投票，当地居民拒绝了独立或并入法国，并于1957年重新加入德国。
原屬莱茵省的地區現在分屬薩爾、北萊茵-威斯特法倫和莱茵兰-普法尔茨三个联邦州。北萊茵-威斯特法倫是德國一個重要的工業區域，擁有豐富的礦藏和水路交通。而在莱茵兰-普法尔茨，農業尤其是葡萄園則相對更加重要。

## 参看
- 莱茵河
- 阿尔萨斯与洛林
- 莱茵省